# Krucifix (Horní Řasnice)
Krucifix je drobná sakrální památka v Horní Řasnici, obci na severu České republiky, ve Frýdlantském výběžku Libereckého kraje.

## Poloha a historie
Kříž se nachází ve východních partiích obce, u domu číslo popisné 79 ležící při místní komunikace, která souběžně sleduje polohu silnice číslo III/2918. Iniciátorem realizace památky byl zdejší rolník Christoph Ressel, který v domě bydlel. Od 6. dubna 1966, kdy vešly v právní platnost příslušné dokumenty, se stal kulturní památkou Československa, resp. České republiky.

## Popis
Památka je založena kamenným stupněm. Na něm stojí hranolový sokl, jenž se vykazuje obdélnými rámci o malé velikosti nacházející se na jeho stranách. Z vrchní strany na sokl navazuje čtyřboký dřík, který má ve své horní části vzdutou hlavici a bohatě profilovanou římsu. Na čelní straně je na dříku patrný malý reliéf růžice a předně vystouplé zrcadlo s půlkruhovým zakončením. V něm se původně nacházela deska zhotovená z plechu nesoucí nápis:
Nach tausend Todesleiden
Am Kreuze dich verscheiden
für mich verscheiden sehen.
Was könnte mir zum Segen
Mich kräftiger bewegen,
Herr, deine Bahn umgehn

Ve spodní části dříku se navíc dříve nacházelo na plechu namalovaný obraz Panny Marie. Na dřík v jeho nejvyšším bodě navazoval železný kříž, který bohatě zdobily rostlinné rozviliny. Na něm se nacházel na plechu namalovaný ukřižovaný Ježíš Kristus.
Objekt je ve svém okolí obehnán dřevěným ohrazením, které bylo zasazeno do kamenných sloupků. Místo navíc dotvářejí dva vzrostlé stromy, pod jejichž korunami se památka nachází.